# NK Rudar Velenje
NK Rudar Velenje este o echipă de fotbal din Velenje, Slovenia.

## Palmares
- Cupa Sloveniei (1): 1998

## Lotul actual de jucători
Din septembrie 2009.
| Nr. |                       | Poziție | Jucător              |
| --- | --------------------- | ------- | -------------------- |
| 1   | Slovenia              | P       | Safet Jahič          |
| 2   | Slovenia              | M       | David Tomažič Šeruga |
| 3   | Slovenia              | F       | Aleš Jeseničnik      |
| 4   | Finlanda              | M       | Marko Kolsi          |
| 5   | Slovenia              | F       | Almir Sulejmanovič   |
| 6   | Slovenia              | F       | Fabijan Cipot        |
| 7   | Slovenia              | A       | Darko Djukič         |
| 8   | Slovenia              | M       | Damjan Trifković     |
| 9   | Bosnia și Herțegovina | A       | Mirza Mešić          |
| 10  | Slovenia              | M       | Denis Grbić          |
| 11  | Slovenia              | F       | Petar Stojnič        |
| 12  | Slovenia              | P       | Sebastjan Čelofiga   |

| Nr. |          | Poziție | Jucător          |
| --- | -------- | ------- | ---------------- |
| 14  | Slovenia | A       | Tim Lo Duca      |
| 15  | Brazilia | M       | Renato           |
| 16  | Slovenia | M       | Miha Golob       |
| 17  | Slovenia | A       | Arnel Mahmutovič |
| 18  | Slovenia | A       | Luka Prašnikar   |
| 19  | Slovenia | F       | Marko Pokleka    |
| 20  | Slovenia | M       | Alem Mujaković   |
| 21  | Slovenia | M       | Nik Omladič      |
| 22  | Slovenia | M       | Nikola Tolimir   |
| 26  | Serbia   | P       | Boban Savić      |
| 27  | Slovenia | F       | Rusmin Dedić     |
| 29  | Slovenia | M       | Boštjan Kreft    |